# Albánská fotbalová reprezentace

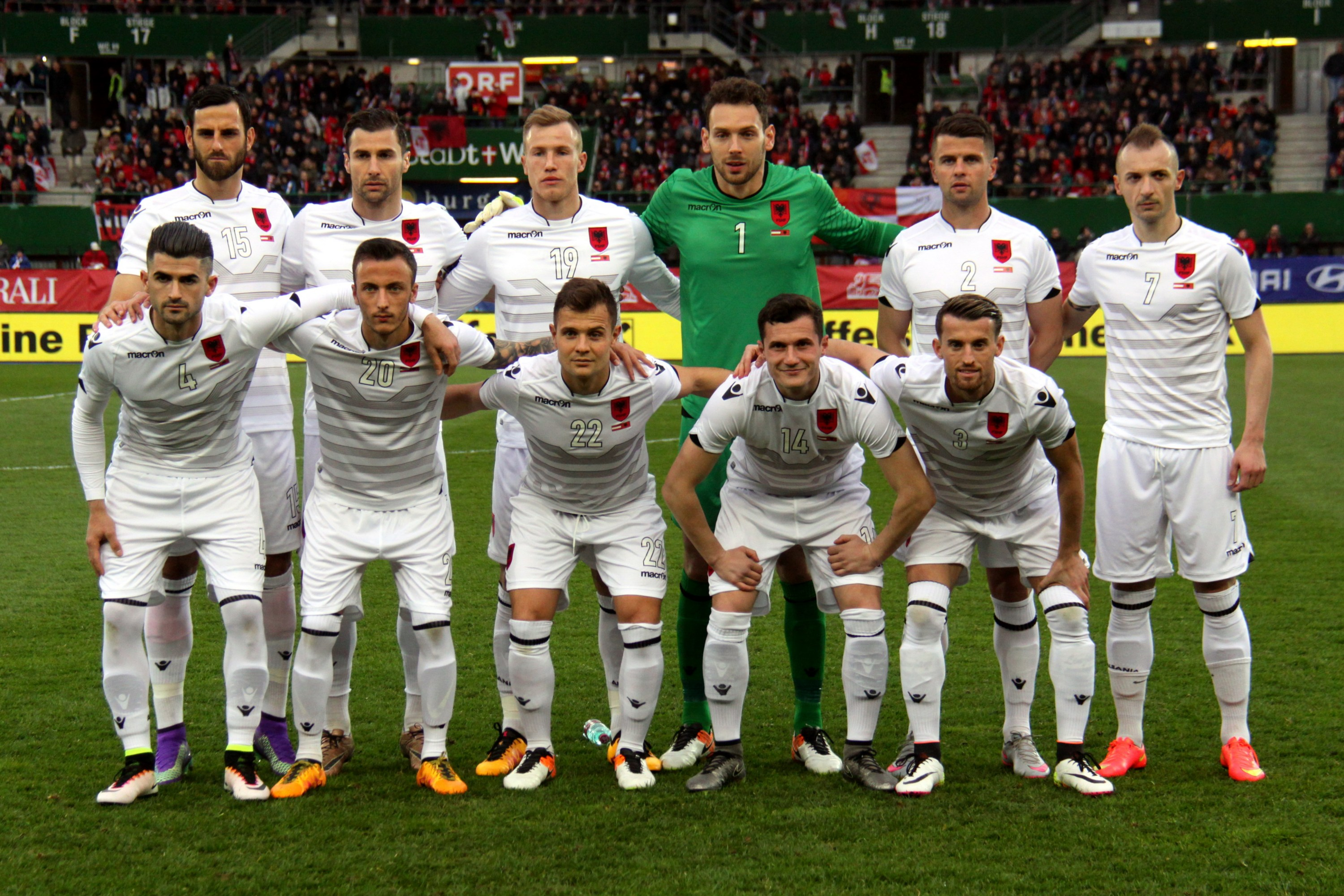
Fotbalová reprezentace Albánie (2016)

Albánská fotbalová reprezentace (Albánsky: Kombëtarja e futbollit të Shqipërisë) je mužský fotbalový tým, reprezentující Albánii od roku 1946 na mezinárodních fotbalových turnajích, kontrolovaný Albánskou fotbalovou asociací, řídícím fotbalovým orgánem v Albánii. Jako člen FIFA i UEFA soupeří na třech hlavních mezinárodních turnajích, FIFA Mistrovství světa, UEFA Mistrovství Evropy a v UEFA Lize národů. Albánie je vítězem Balkánského poháru 1946 a Maltského mezinárodního turnaje 2000. Na mistrovství světa se sice Albánie nikdy nedostala, ale v roce 2016 se jí podařilo poprvé v historii probojovat na mistrovství Evropy.
Albánie hrála po většinu své existence svá domácí utkání na Qemal Stafa Stadium, až do roku 2016, kdy byl stadion zbourán a na jeho místě se staví nová Arena Kombëtare, která by měla po dokončení na konci roku 2019 hostit jejich domácí zápasy. Týmové barvy jsou červená, bílá a černá a týmovým symbolem je dvojhlavý orel. Albánští fanoušci jsou známí jako Tifozët Kuq e Zi.

## Historie

### 20. století
I přesto, že neodehrála žádný zápas, albánská fotbalová reprezentace existovala ještě předtím, než byla 6. června 1930 založena Albánská fotbalová asociace (Federata Shqiptare e Futbollit). O tom svědčí fakt, že se albánský tým v roce 1929 přihlásil na historicky první Balkánský pohár 1929/31. Tehdy se však z turnaje odhlásil ještě než začal. Dva roky po vzniku FSHF, v roce 1932 Albánie vstoupila do FIFA v průběhu kongresu, konajícího se od 12. do 16. června. Do roku 1946 však nebyly zaregistrovány žádné zápasy. Toho roku albánská reprezentace odehrála první neoficiální zápas proti Černé Hoře, který vyhrála 5:0 a o necelé dva měsíce později se utkala ve svém prvním oficiálním mezinárodním zápase s Jugoslávií a utrpěla prohru na domácím Qemal Stafa Stadium 2:3. Hned v tom samém roce, 1946, se Albánie také poprvé zúčastnila obnoveného poválečného Balkánského poháru, který se jí hned při soutěžním debutu podařilo vyhrát o rozdíl skóre před Jugoslávií. V roce 1954 byla Albánie jedním ze zakládajících členů UEFA.
Albánie se nezúčastnila kvalifikace na mistrovství Evropy 1960, ale o čtyři roky později se jí v kvalifikaci na mistrovství Evropy 1964 podařilo dostat mezi nejlepších 16 po tom, kam díky odstoupení Řecka z politických důvodů postoupila bez boje. V prvním kole osmifinále proti Dánsku však Albánie prohrála 0:4 a i přes vítězství 1:0 v odvetě byla z kvalifikace vyřazena. To je dodnes nejlepší výsledek Albánie na mistrovství Evropy, přestože se tehdy na finálový turnaj nedostala, protože za finálový turnaj byla tehdy považována kola až od semifinále. Kvalifikace na mistrovství světa se Albánie poprvé zúčastnila v edici pro rok 1966, konající se v Anglii. Tým byl nalosováno do 5. skupiny společně s Nizozemskem, Severním Irskem a Švýcarskem a skončil na posledním místě s jedním bodem z remízy 1:1 se Severním Irskem v Tiraně a dvěma vstřelenými góly v šesti zápasech. V kvalifikaci na mistrovství Evropy 1968 se Albánii podařilo vybojovat remízu 0:0 se Západním Německem, která Němcům znemožnila postup na finálový turnaj. V následujících letech se pro neznáme politické důvody Albánie nezúčastnila kvalifikace na mistrovství světa 1970, mistrovství Evropy 1972, mistrovství Evropy 1976, mistrovství světa 1978 a mistrovství Evropy 1980.
Po šesti letech bez mezinárodních zápasů se Albánie vrátila do mezinárodního fotbalu a zúčastnila se kvalifikace na mistrovství světa 1982, kde se jí poprvé v historii podařilo neskončit na posledním místě v kvalifikační skupině. Po jediném bodovém zisku při vítězství nad Finskem 2:0 v září roku 1980 se Albánie umístila na předposledním místě právě před Finy díky gólovému rozdílu. V kvalifikaci na mistrovství Evropy 1984 se albánský tým umístil na posledním místě kvalifikační skupiny se dvěma body díky dvěma remízám, se Severním Irskem a Tureckem, a šesti prohrám v osmi zápasech. V kvalifikaci na mistrovství světa 1986 se albánské reprezentaci podařilo v šesti zápasech jednou vyhrát a dvakrát remizovat. Po prohře 1:3 s Belgií v Bruselu si Albánci připsali bod po šokující remíze 2:2 s pozdějšími vítězi skupiny v Polsku. O necelé dva měsíce později hostili Albánci Belgičany a doma je překvapivě dokázaly porazit 2:0. po prohře v sousedním Řecku a doma s Polskem získala Albánie poslední bod v této kvalifikaci po domácí remíze s Řeckem. Kvalifikace na mistrovství světa 1990 byla pro Albánce pravděpodobně nejhorší kvalifikací v jejich historii, když v šesti zápasech nezískali ani bod.
V kvalifikaci na mistrovství Evropy 1996 Albánie získala v deseti zápasech dvě výhry a dvě remízy a na posledním místě skončila pouze kvůli horším vzájemným zápasům s Walesem. Albánii se také podařilo prohrát s Německem v obou zápasech pouze o gól a výhra nad Moldavskem v Kišiněvě 3:2 znamenala pro Albánii historicky první venkovní výhru v kvalifikačních zápasech. Do šestičlenné skupiny v kvalifikaci na mistrovství světa 1998 byla Albánie nalosována společně s Arménií, Německem, Portugalskem, Severním Irskem a Ukrajinou a umístila se poslední se čtyřmi body po několika slušných výsledcích proti velkým týmům. Ve dvou zápasech proti Německu prohrála 2:3 na neutrální půdě a 3:4 v Hannoveru, přičemž v obou zápasech držela vedení. Albánci v této kvalifikaci také porazili Severní Irsko 1:0 a remizovali 2:2 s Arménií. V kvalifikaci na mistrovství Evropy 2000 byli nalosováni do poměrně lehké skupiny, avšak z deseti zápasů vyhráli pouze jeden, 2:1 doma proti Gruzii, připsali si remízy 0:0 doma s Řeckem, 2:2 v Norsku, 0:0 v Lotyšsku a 3:3 doma s Lotyši a skončili se sedmi body na předposledním místě.

### 21. století
V kvalifikaci na mistrovství světa 2002 se po prohře s Finskem Albánii podařilo porazit Řecko díky vlastnímu gólu a gólu Ervina Fakaje 2:0. Poté však následovalo šest proher v řadě a Albánská fotbalová asociace se tak poprvé od roku 1959 rozhodla zaměstnat zahraničního trenéra. Kvalifikaci na mistrovství Evropy 2004 skončila Albánie doma s dvěma výhrami a dvěma remízami neporažena, avšak na venkovních hřištích nezískala ani bod. Doma porazili Rusko i Gruzii shodně 3:1, se Švýcarskem remizovali 1:1 a s Irskem 0:0. Dva měsíce poté, co Řekové vyhráli Mistrovství Evropy 2004 je dokázala Albánie v kvalifikaci na mistrovství světa 2006 doma porazit 2:1, čímž značně ztížila jejich možnost se kvalifikovat. Po jedné výhře v následujících šesti zápasech přišlo zklamání, ale nakonec se jim ještě podařilo porazit Gruzii 3:2, Kazachstán 2:1 a remizovat 2:2 na Ukrajině. Albánie tak celkem ve skupině získala tehdy rekordních 13 bodů, ale skončila 5. ze sedmi.

## Výsledky

### Mistrovství světa
| Rok    | Účast                                           | Soupisky |
| ------ | ----------------------------------------------- | -------- |
| 1930   | Ne                                              | –        |
| 1934   | Ne                                              | –        |
| 1938   | Ne                                              | –        |
| 1950   | Ne                                              | –        |
| 1954   | Ne                                              | –        |
| 1958   | Ne                                              | –        |
| 1962   | Ne                                              | –        |
| 1966   | Nepostoupili z kvalifikace                      | –        |
| 1970   | Ne                                              | –        |
| 1974   | Nepostoupili z kvalifikace                      | –        |
| 1978   | Ne                                              | –        |
| 1982   | Nepostoupili z kvalifikace                      | –        |
| 1986   | Nepostoupili z kvalifikace                      | –        |
| 1990   | Nepostoupili z kvalifikace                      | –        |
| 1994   | Nepostoupili z kvalifikace                      | –        |
| 1998   | Nepostoupili z kvalifikace                      | –        |
| 2002   | Nepostoupili z kvalifikace                      | –        |
| 2006   | Nepostoupili z kvalifikace                      | –        |
| 2010   | Nepostoupili z kvalifikace                      | –        |
| 2014   | Nepostoupili z kvalifikace                      | –        |
| 2018   | Nepostoupili z kvalifikace                      | –        |
| 2022   | Nepostoupili z kvalifikace                      | –        |
| Celkem | účast – 0× zlato – 0×, stříbro – 0×, bronz – 0× |          |

### Mistrovství Evropy
| Rok    | Účast                                           | Soupisky |
| ------ | ----------------------------------------------- | -------- |
| 1960   | Ne                                              | –        |
| 1964   | Nepostoupili z kvalifikace                      | –        |
| 1968   | Nepostoupili z kvalifikace                      | –        |
| 1972   | Nepostoupili z kvalifikace                      | –        |
| 1976   | Ne                                              | –        |
| 1980   | Ne                                              | –        |
| 1984   | Nepostoupili z kvalifikace                      | –        |
| 1988   | Nepostoupili z kvalifikace                      | –        |
| 1992   | Nepostoupili z kvalifikace                      | –        |
| 1996   | Nepostoupili z kvalifikace                      | –        |
| 2000   | Nepostoupili z kvalifikace                      | –        |
| 2004   | Nepostoupili z kvalifikace                      | –        |
| 2008   | Nepostoupili z kvalifikace                      | –        |
| 2012   | Nepostoupili z kvalifikace                      | –        |
| 2016   | Nepostoupili ze skupiny                         | Soupiska |
| 2020   | Nepostoupili z kvalifikace                      | –        |
| 2024   | Nepostoupili ze skupiny                         | Soupiska |
| Celkem | účast – 2× zlato – 0×, stříbro – 0×, bronz – 0× |          |

### Liga Národů
| Ročník  | Účast            | Liga | Pozice |
| ------- | ---------------- | ---- | ------ |
| 2018/19 | Základní skupina | C    | 3.     |
| 2020/21 | Základní skupina | C    | 1.     |
| 2022/23 | Základní skupina | B    | 3.     |
| 2024/25 | Základní skupina | B    |        |

## Zápasy

### 2019
| Kvalifikace na ME 2020 22. března | Albánie | 0:2 | Turecko | Shkodër, Albánie |  |  |
|                                   |         |     |         |                  |  |  |
|                                   |         |     |         |                  |  |  |

| Kvalifikace na ME 2020 25. března | Andorra | 0:3 | Albánie | Andorra la Vella, Andorra |  |  |
|                                   |         |     |         |                           |  |  |
|                                   |         |     |         |                           |  |  |

| Kvalifikace na ME 2020 8. června | Island | 1:0 | Albánie | Rejkjavík, Island |  |  |
|                                  |        |     |         |                   |  |  |
|                                  |        |     |         |                   |  |  |

| Kvalifikace na ME 2020 11. června | Albánie | 2:0 | Moldavsko | Elbasan, Albánie |  |  |
|                                   |         |     |           |                  |  |  |
|                                   |         |     |           |                  |  |  |

| Kvalifikace na ME 2020 7. září | Francie | 4:1 | Albánie | Saint-Denis, Francie |  |  |
|                                |         |     |         |                      |  |  |
|                                |         |     |         |                      |  |  |

| Kvalifikace na ME 2020 10. září | Albánie | 4:2 | Island | Elbasan, Albánie |  |  |
|                                 |         |     |        |                  |  |  |
|                                 |         |     |        |                  |  |  |

| Kvalifikace na ME 2020 11. října | Turecko | 1:0 | Albánie | Istanbul, Turecko |  |  |
|                                  |         |     |         |                   |  |  |
|                                  |         |     |         |                   |  |  |

| Kvalifikace na ME 2020 14. října | Moldavsko | 0:4 | Albánie | Kišiněv, Moldavsko |  |  |
|                                  |           |     |         |                    |  |  |
|                                  |           |     |         |                    |  |  |

| Kvalifikace na ME 2020 14. listopadu | Albánie | 2:2 | Andorra | Elbasan, Albánie |  |  |
|                                      |         |     |         |                  |  |  |
|                                      |         |     |         |                  |  |  |

| Kvalifikace na ME 2020 17. listopadu | Albánie | 0:2 | Francie | Tirana, Albánie |  |  |
|                                      |         |     |         |                 |  |  |
|                                      |         |     |         |                 |  |  |

## Rekordy

### Počet zápasů
| #  | Post | Jméno          | Kariéra   | Zápasy | Góly |
| -- | ---- | -------------- | --------- | ------ | ---- |
| 1  | O    | Lorik Cana     | 2003-2016 | 92     | 1    |
| 2  | Z    | Altin Lala     | 1998-2011 | 79     | 3    |
| 3  | Z    | Klodian Duro   | 2001-2011 | 77     | 6    |
| 4  | Ú    | Erjon Bogdani  | 1996-2013 | 75     | 18   |
| 4  | Z    | Ervin Skela    | 2000-2011 | 75     | 13   |
| 6  | O    | Ansi Agolli    | 2005-     | 73     | 3    |
| 6  | B    | Foto Strakosha | 1990-2004 | 73     | 0    |
| 8  | Ú    | Andi Lila      | 2007-     | 70     | 0    |
| 9  | Z    | Altin Haxhi    | 1995-2009 | 68     | 3    |
| 10 | Ú    | Igli Tare      | 1997-2007 | 68     | 10   |

### Počet gólů
| #  | Post | Jméno          | Kariéra   | Góly | Zápasy |
| -- | ---- | -------------- | --------- | ---- | ------ |
| 1  | Ú    | Erjon Bogdani  | 1996-2013 | 18   | 75     |
| 2  | Ú    | Alban Bushi    | 1995-2007 | 14   | 67     |
| 3  | Z    | Ervin Skela    | 2000-2011 | 13   | 75     |
| 4  | Ú    | Armando Sadiku | 2012-     | 12   | 35     |
| 5  | Ú    | Altin Rraklli  | 1992-2005 | 11   | 63     |
| 5  | Ú    | Hamdi Salihi   | 2006-2015 | 11   | 50     |
| 7  | Ú    | Sokol Kushta   | 1987-1996 | 10   | 31     |
| 7  | Ú    | Igli Tare      | 1997-2007 | 10   | 68     |
| 9  | O    | Adrian Aliaj   | 2002-2006 | 8    | 29     |
| 10 | Ú    | Bekim Balaj    | 2012-     | 7    | 35     |

## Úspěchy
- 1× Balkánský pohár (1946)
- 1× Maltský mezinárodní turnaj (2000)